# قانون منع خشونت علیه زن در افغانستان
قانون منع خشونت علیه زن در افغانستان این قانون بمنظور دفاع و اعاده حیثیت برای زن افغانستان پس از سال‌ها جنگ و مشقت از طرف دولت اسلامی افغانستان بتصویب رسید.[قانون منع خشونت علیه زنان در پی احکام مواد بیست و چهارم و پنجاه و چهارم قانون اساسی وضع گردیده‌است. در ماده ۲۴ قانون اساسی افغانستان پیش‌بینی شده‌است که آزادی حق طبیعی انسان است که فقط با آزادی دیگران و مصالح عامه محدود می‌شود، یعنی هرکس می‌تواند به هر نحوی که بخواهد از حقوق خود استفاده می‌کند مگر اینکه مانع حقوق دیگران یا مصالح باشد و هیچ‌کس نمی‌تواند بر آزادی دیگری تعرض نماید. دولت هم وظیفه دارد که از آزادی و کرامت انسانی حمایت نماید. تصویب این قانون نیز مکلفیتی بوده که دولت در زمینه حمایت از حقوق زنان و حفظ کرامتی انسانی آن‌ها انجام داده‌است]. قانون منع خشونت علیه زن، در سال ۱۳۸۸ در چهار فصل و ۴۴ ماده در جریده رسمی شماره ۹۸۹ منتشر شده‌است. خشونت در برابر زنان یکی از رویداد جامعه نارس، عدم اجرای قوانین، فرهنگ پائین، جهل بیسوادی، امراض مذهبی و غیره مسایل وجود می‌داشته باشد. عام‌ترین خشونت در برابر زنان افغانستان عبارتند از:
1. تجاوز جنسی
2. مجبورنمودن به فحشا
3. آتش زدن ویا استعمال موادکیماوی
4. خودسوزی و خودکشی
5. جراحت ومعلولیت
6. لت و کتک
7. خریدو فروش زن بمنظور یا بهانه ازدواج
8. بددادن
9. نکاح اجباری
10. ممانعت از حق ازدواج
11. نکاح قبل از سن قانونی
12. دشنام‌گویی تحقیر و تخویف
13. آزار و اذیت
14. تبادل با حیوانات زمین یا پول
15. انزوا اجباری
16. مجبور نمودن به اعتیاد